# まりあ (ジュニアアイドル)
まりあ（2000年6月3日 - ）は、日本の元ジュニアアイドル。大阪府出身。元バンビーナ所属。

## 概要
いもうとシスターズのメンバーで関西1期生。2010年からジュニアアイドルとして活動を開始する。
趣味はドラム。
2011年7月に、同じ事務所の黒宮れい、黒宮あや、後藤聖良と共にガールズバンド「BRATS」を結成し、活動を開始する。
2013年11月に家庭の事情でBRATSを脱退し、同時にジュニアアイドルを引退する。

## 映像作品

### DVD
- たっぷり まりあ（2010年4月25日、アイマックス）
- 純真無垢 〜ホワイトレーベル〜（2010年6月25日、アイマックス）
- 純真無垢 〜ホワイトレーベル〜 Part2（2010年7月25日、アイマックス）
- 純真無垢 〜ホワイトレーベル〜 Part3（2010年9月10日、アイマックス）
- たっぷり まりあ Part2（2010年12月10日、アイマックス）
- 純真無垢 〜ホワイトレーベル〜 Part4（2011年1月15日、アイマックス）
- いもうと目線 まりあとふたりっきり 目線そらすな、ボクの妹…（2011年1月25日、アイマックス）
- 純真無垢 〜ホワイトレーベル〜 Part5（2011年2月10日、アイマックス）
- たっぷり スペシャル レオタード編（2011年4月10日、アイマックス）
- 純真無垢 〜ホワイトレーベル〜 Part6（2011年6月10日、アイマックス）
- いもうと目線 まりあとふたりっきり 目線そらすな、ボクの妹… Part2（2011年6月25日、アイマックス）
- ふたり。第3弾（2011年8月10日、アイマックス） 共演：聖さち
- ニーハイコレクション 〜絶対領域〜（2011年8月10日、アイマックス）
- 純真無垢 〜ホワイトレーベル〜 Part7（2011年11月10日、アイマックス）
- ニーハイコレクション 〜絶対領域〜 Part2（2012年3月10日、アイマックス）
- 純真無垢 特別編 〜アニま～る〜（2012年5月10日、アイマックス）
- Preteen one vol.05 Innocence（2012年6月30日、大洋図書）
- 夏少女（2012年8月25日、アイマックス）
- 天真爛漫（2012年10月25日、アイマックス）
- 夏少女 Part2（2012年12月22日、アイマックス）
- ニーハイコレクション 〜絶対領域〜 Part3（2013年2月25日、アイマックス）
- うぶ まりあ（2013年4月10日、アイマックス）
- 天真爛漫 Part2（2013年6月10日、アイマックス）
- 天真爛漫 Part3（2013年8月10日、アイマックス）
- まりあ日和（2013年10月10日、アイマックス）
- 夏少女 Part3（2013年12月10日、アイマックス）

#### Blu-ray Disc
- 純真無垢 〜ホワイトレーベル〜 Part5（2011年2月10日、アイマックス）
- ふたり。第3弾（2011年8月10日、アイマックス） 共演：聖さち
- 純真無垢 〜ホワイトレーベル〜 Part7（2011年11月10日、アイマックス）
- ニーハイコレクション 〜絶対領域〜 Part2（2012年3月10日、アイマックス）
- 純真無垢 特別編 〜アニま～る〜（2012年5月10日、アイマックス）
- いもうと目線 まりあとふたりっきり 目線そらすな、ボクの妹… Part3（2012年7月10日、アイマックス）
- 夏少女（2012年8月25日、アイマックス）
- 天真爛漫（2012年10月25日、アイマックス）
- いもうと目線 まりあとふたりっきり 目線そらすな、ボクの妹… Part4（2012年12月10日、アイマックス）
- 夏少女 Part2（2012年12月22日、アイマックス）
- ニーハイコレクション 〜絶対領域〜 Part3（2013年2月25日、アイマックス）
- うぶ まりあ（2013年4月10日、アイマックス）
- いもうと目線 まりあとふたりっきり 目線そらすな、ボクの妹… Part5（2013年5月25日、アイマックス）
- 天真爛漫 Part2（2013年6月10日、アイマックス）
- 天真爛漫 Part3（2013年8月10日、アイマックス）
- まりあ日和（2013年10月10日、アイマックス）
- 夏少女 Part3（2013年12月10日、アイマックス）